# Public School 109
La Public School 109  es una escuela histórica ubicada en Nueva York, Nueva York. La Public School 109 se encuentra inscrita  en el Registro Nacional de Lugares Históricos desde el 22 de septiembre de 2000. 

## Ubicación
La Public School 109 se encuentra dentro del condado de Nueva York en las coordenadas 40°47′13″N 73°56′51″O / 40.786944, -73.9475.